# Thomas Dröll
Thomas Dröll (* 1958/1959) ist ein deutscher Basketballtrainer.

## Leben
Dröll hatte bereits als Trainer von MTV Gießen, Bayer 04 Leverkusen (die B-Jugend des Vereins führte er 1992 gemeinsam mit Katrin Hering zum Gewinn der deutschen Meisterschaft), TuS Opladen, ART Düsseldorf, TV Lich und der deutschen Damen-Nationalmannschaft gearbeitet, als er im Vorfeld der Saison 1994/95 das Traineramt beim Zweitligisten USC Heidelberg antrat, welches er am Ende der Spielzeit wieder abgab.
In der ersten Hälfte der Saison 2005/06 war Dröll als Trainer des Regionalligisten SSV Lokomotive Bernau tätig.
Dröll, der an der Deutschen Sporthochschule Köln studierte und den Diplom-Trainerlehrgang des Deutschen Olympischen Sportbundes durchlief, war beim Fahrzeughersteller Audi in führender Stellung im Bereich Vertriebsorganisation tätig und arbeitete als Berater und Ausbilder an Hochschulen und in der Privatwirtschaft.
Dröll betreute die deutsche Basketball-Gehörlosen-Nationalmannschaft der Damen.
Zu Saisonbeginn 2014/15 übernahm er den Trainerposten bei den Rhein-Main Baskets in der Damen-Basketball-Bundesliga, Ende Januar 2015 kam es aufgrund der schwierigen sportlichen Lage zur Trennung. Dröll habe „die richtigen Ansätze, aber keinen Erfolg“ gehabt, wurde Drölls Entlassung seitens op-online.de eingeschätzt.
Im Frühsommer 2016 wurde er Trainer des Oberligisten BC Wiesbaden, im November desselben Jahres trat von diesem Amt zurück. Von Dezember 2018 bis zu Ende der Saison 2018/19 war Dröll im Rahmen des Aufbaus sportwissenschaftlicher Strukturen als Berater des Fußball-Bundesligisten FSV Mainz 05 tätig und dabei unter anderem für eine Bestandsaufnahme der Strukturen im Bereich der Profis und des Nachwuchsleistungszentrums zuständig.